# Вільховецька сільська рада (Чемеровецький район)
Вільхове́цька сільська́ ра́да — адміністративно-територіальна одиниця та орган місцевого самоврядування в Чемеровецькому районі Хмельницької області. Адміністративний центр — село Вільхівці.

## Загальні відомості
- Територія ради: 5,664 км²
- Населення ради: 1 784 особи (станом на 2001 рік)
- Територією ради протікає річка Муха

## Населені пункти
Сільській раді були підпорядковані населені пункти:
- с. Вільхівці
- с. Кузьминчик
- с. Рудка

## Склад ради
Рада складалася з 16 депутатів та голови.
- Голова ради: Цвігун Володимир Михайлович
- Секретар ради: Зінькевич Світлана Володимирівна

### Керівний склад попередніх скликань
| Прізвище, ім'я, по батькові | Основні відомості                                                 | Дата обрання | Дата звільнення |
| --------------------------- | ----------------------------------------------------------------- | ------------ | --------------- |
| Цвігун Володимир Михайлович | Сільський голова, 1974 року народження, освіта вища               | 26.03.2006   | 31.10.2010      |
| Цвігун Володимир Михайлович | Сільський голова, 1974 року народження, освіта вища, безпартійний | 31.10.2010   |                 |

Примітка: таблиця складена за даними сайту Верховної Ради України

### Депутати
За результатами місцевих виборів 2010 року депутатами ради стали:

#### За суб'єктами висування
| Суб'єкт висування | Кількість обраних депутатів | %   |
| ----------------- | --------------------------- | --- |
| Самовисування     | 16                          | 100 |

#### За округами
| № округу | Прізвище, ім'я, по батькові      | Дата визнання обраним | Освіта             | Партійна приналежність                  | Відомості про обраного депутата                                 |
| -------- | -------------------------------- | --------------------- | ------------------ | --------------------------------------- | --------------------------------------------------------------- |
| 1        | Лісовий Сергій Степанович        | 11.11.2010            | вища               | позапартійний                           | Вільховецька загальноосвітня школа, вчитель                     |
| 2        | Гундер Валентина Сергіївна       | 11.11.2010            | середня спеціальна | позапартійна                            | Вільховецька амбулаторія сімейної медицини, фельшер             |
| 3        | Романська Надія Петрівна         | 11.11.2010            | вища               | позапартійна                            | Вільховецька загальноосвітня школа, вчитель                     |
| 4        | Квицінь Валентина Василівна      | 11.11.2010            | середня спеціальна | позапартійна                            | Вільховецьке відділення зв'язку, начальник                      |
| 5        | Мазур Володимир Валентинович     | 11.11.2010            | вища               | позапартійний                           | Вільховецька загальноосвітня школа, вчитель                     |
| 6        | Шевчук Наталіи Романівна         | 11.11.2010            | середня спеціальна | позапартійна                            | Вільховецька сільська рада, землевпорядник                      |
| 7        | Гладиш Роман Васильович          | 11.11.2010            | вища               | член Соціалістичної партії України      | Управління агропромислового розвитку Чемеровецької РДА, інженер |
| 8        | Хілецька Євгена Микифірівна      | 11.11.2010            | середня спеціальна | позапартійна                            | пенсіонер                                                       |
| 9        | Цвігун Олександр Васильович      | 11.11.2010            | середня спеціальна | позапартійний                           | тимчасово не працює                                             |
| 10       | Дубовий Віктор Васильович        | 11.11.2010            | вища               | позапартійний                           | АЗС ТОВ «РУМ АТД», оператор                                     |
| 11       | Савчук Лілія Миколаївна          | 11.11.2010            | вища               | позапартійна                            | Андріївське навчально-виховне об'єднання І-ІІ ст., вихователь   |
| 12       | Бобровська Тамара Казимирівна    | 11.11.2010            | вища               | позапартійна                            | Вільховецька сільська рада, бухгалтер                           |
| 13       | Бурка Лілія Володимирівна        | 11.11.2010            | вища               | позапартійна                            | СТІОМІ — Холдінг, продавець                                     |
| 14       | Зінькевич Світлана Володимирівна | 11.11.2010            | середня спеціальна | позапартійна                            | Вільховецька сільська рада, секретар                            |
| 15       | Маргаль Олег Петрович            | 11.11.2010            | вища               | позапартійний                           | Вільховецька загальноосвітня школа, лаборант                    |
| 16       | Червоняк Віта Миколаївна         | 11.11.2010            | середня спеціальна | член Політичної партії «Сильна Україна» | Кузьмінчицький фельшерсько-акушерський пункт, фельдшер          |